# エチレンプロピレンゴム
エチレンプロピレンゴム (Ethylene Propylene Rubber) は、エチレンとプロピレンの共重合によって得られる合成ゴムの一種。ASTM略号はEPM。
二重結合を含まないので特に耐オゾン性に優れるが、反面鉱油や有機溶剤などへの耐油性には劣る。
硫黄化合物による加硫を可能にするため、少量のジエンモノマーを共重合したEPDM(またはEPT)が多い。

## 主な用途
- 耐候性、耐水性にすぐれる為、道路や橋梁など屋外で使用する防振材に用いられる。
- 電気の絶縁性にすぐれる為、電線被覆材に用いられる。
- 発色性がよく人畜無害とされる為、遊具などに用いられる。
- 流体移送配管接合部のガスケットやOリング、パッキンでは、最も一般的に使われているが、水道水の殺菌のために含まれる塩素が多い地域では粉状に溶けることもある。